# 전신환
전신환(1983년 8월 22일 ~ )은 대한민국의 배우이다.

## 학력
- 중앙대학교 연극학과

## 출연작

### 영화
- 《메쉬빌》 (2024년) - 주세 역
- 《더 문》 (2023년) - GUIDANCE 역
- 《비공식작전》 (2023년) - 김지용 사무관 역
- 《스프린터》 (2023년) - 윤지완 역
- 《제8일의 밤》 (2021년) - 모텔남 역
- 《더 씨엠알》 (2020년) - 진수 역
- 《메이트》 (2019년) - 진수 역
- 《명당》 (2018년) - 하정일 역
- 《리어웨이크닝 오브 메모리즈》 (2017년, 단편)
- 《아기와 나》 (2017년) - 대학병원 의사 역
- 《시간이탈자》 (2016년) - 생물선생 최종수 역
- 《거짓말》 (2015년) - 태호 역
- 《소셜포비아》 (2015년) - 장세민 역
- 《관상》 (2013년) - 신숙주 역
- 《미생 프리퀄》 (2013년) - 성윤 역
- 《남쪽으로 간다》 (2012년) - 준영 역
- 《회사원》 (2012년) - 영업2부 사원 역
- 《별다방 미쓰리》 (2011년)
- 《야간비행》 (2011년)
- 《봄》 (2010년)
- 《하녀》 (2010년) - 훈 비서 역

### 드라마
- 《연애대전》 (2023, 넷플릭스) - 이진서 역
- 《더 패뷸러스》 (2022, 넷플릭스) - 도실장 역
- 《왜 오수재인가》 (2022년, SBS) - 검사 역
- 《진심이 닿다》 (2019년, tvN) - 카페사장 역
- 《멜로가 체질》 (2019년, JTBC) - 문수 역
- 《자백》 (2019년, tvN) - 강상훈 역
- 《스케치》 (2018년, JTBC) - 박무석 역
- 《제왕의 딸 수백향》 (2013년, MBC) - 우치 역